# NASA X-57 Maxwell
NASA X-57 Maxwell — експериментальний електричний літак, який спроєктовано та побудовано в NASA для дослідження технологій зменшення шуму, шкідливих викидів та використання палива. Головна мета — зменшити викиди літаками двоокису вуглецю, який є однією з причин зміни клімату.
Експеримент передбачає заміну крил на двомоторному італійському Tecnam P2006T (найлегший сертифікований двомоторний літак) крилами розподіленого електричного привода (DEP), кожне з яких містить гвинти з електричним приводом. Спочатку планувалося розпочати тестові польоти у 2017 році. Перші льотні випробовування очікуються[уточнити] у 2022 році.
Літак вперше був представлений 17 червня 2016 року на щорічному форумі Американського інституту аеронавтики й астронавтики у Вашингтоні. Глава NASA Чарльз Болден заявив на форумі, що розробка цього прототипу йшла близько 10 років.
Літак названо на честь відомого шотландського фізика Джеймса Максвелла в галузі електромагнетизму.
X-57 Maxwell має 14 пропелерних двигунів, які розташовані вздовж крила. Всі двигуни працюють при зльоті та посадці. В режимі польоту 12 двигунів вимикаються й працюють лише два великих гвинти на кінцях крил.

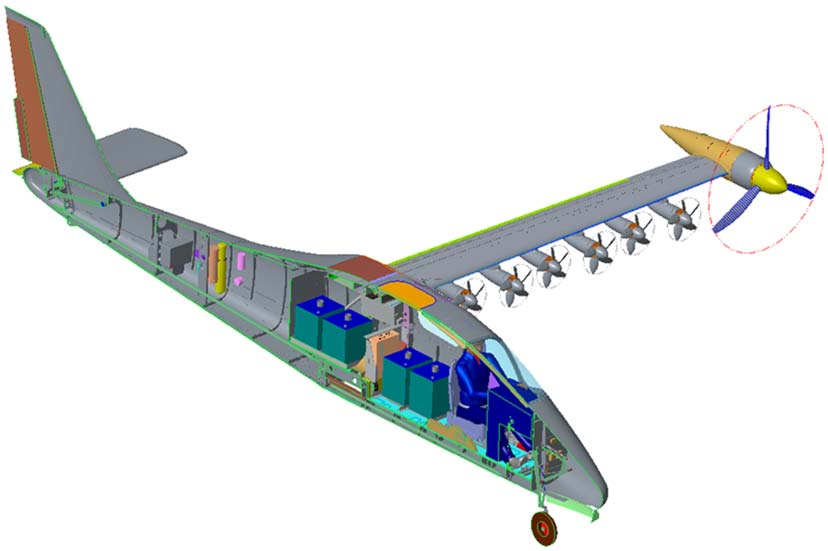
Компонування літака

Конструктори літака спробують підтвердити ідею, що розподіл електроенергії між вбудованими в крила літального апарата пропелерними двигунами приведе до п'ятиразового зниження енергії, потрібної для польоту літака на швидкості 280 км/год.
NASA створило симулятор, який дасть змогу інженерам та пілотам дослідити, як буде маневрувати X-57 Maxwell
Енергію літак отримує від встановлених всередині акумуляторів, які займають близько 70% обсягу літака. Заряджатися вони можуть як від мережі на землі, так й від сонячних батарей у польоті. На одному заряді літак здатний пролетіти до 160 км.

## Виноски
1. ↑  Julie Lynem (29 вересня 2015). ESAero, based in Oceano, to build NASA X-plane. The Tribune. Архів оригіналу за 16 листопада 2019. Процитовано 16 листопада 2019.
2. ↑  Beutel, Allard (17 червня 2016). NASA Electric Research Plane Gets X Number, New Name. NASA. Архів оригіналу за 26 липня 2019. Процитовано 19 червня 2016.
3. ↑  AOPA Pilot
4. ↑  Electrifying flight. The Economist. 17 вересня 2015. ISSN 0013-0613. Архів оригіналу за 20 лютого 2018. Процитовано 16 листопада 2019.
5. ↑  ПЕРШИЙ ЕЛЕКТРИЧНИЙ ЛІТАК NASA ГОТОВИЙ ДО ЛЬОТНИХ ВИПРОБУВАНЬ. Архів оригіналу за 26 жовтня 2021. Процитовано 26 жовтня 2021.
6. ↑  У NASA представили перший електричний літак. Архів оригіналу за 17 листопада 2019. Процитовано 17 листопада 2019.